# Scoparia scripta
Scoparia scripta là một loài bướm đêm trong họ Crambidae.